# Hap Sharp
James (Hap) Sharp (Tulsa (Oklahoma), 1 januari 1928 – 7 mei 1993) was een Amerikaans autocoureur. Hij nam tussen 1961 en 1964 deel aan 6 Grands Prix Formule 1 voor de teams Cooper, Lotus en Brabham, maar scoorde hierin geen WK-punten.
Zijn bijnaam "Hap" kwam van "Happy New Year", in verband met zijn geboortedatum. Sharp pleegde zelfmoord in 1993 na de diagnose van kanker in zijn lichaam.